# 駐日ドミニカ共和国大使館
駐日ドミニカ共和国大使館（スペイン語: Embajada de la República Dominicana en Japón、英語: Embassy of the Dominican Republic in Japan）は、ドミニカ共和国が日本の首都東京に設置している大使館である。1952年6月に両国間の外交関係が再開した後、1957年に大使館が開設された。

## 所在地
2022年10月31日より、下記の住所で運営されている。旧住所は「東京都港区西麻布4-12-24 興和西麻布ビル9階904号」であった
| 日本語     | 〒102-0076 東京都千代田区五番町10 五番町KUビル2階a室                   |
| スペイン語 | Edificio KU Gobancho No. 2F-A, 10 Gobancho, Chiyoda-ku, Tokio 102-0076 |
| 英語       | KU Gobancho Building No. 2F-A, 10 Gobancho, Chiyoda-ku, Tokyo 102-0076 |

## 大使
2025年7月17日より、エドワード・アニバル・ペレス・レジェスが特命全権大使を務めている。